# Hanna Talikainen
Hanna Talikainen (coniugata Kataja-Rahko, in precedenza Seikola; Jämsä, 18 gennaio 1982) è una cantante finlandese.

## Biografia
Hanna Talikainen ha partecipato al festival del tango e della musica schlager finlandese Seinäjoen Tangomarkkinat in tre occasioni: nel 2005 e nel 2006, classificandosi al 2º posto in entrambe le occasioni, e nel 2008, anno in cui ha vinto la competizione, venendo incoronata regina. In tutte e tre le edizioni è stata la concorrente più votata dal pubblico. Il suo album di debutto, Olen valmis, è uscito l'anno successivo. Fin dall'inizio della sua carriera nel mondo dello spettacolo, lavora anche come presentatrice radiofonica per l'emittente radiotelevisiva pubblica Yleisradio.

## Discografia

### Album in studio
- 2009 – Olen valmis

### Singoli
- 2009 – Valmiina on sydämeni
- 2010 – Rakkain jää
- 2010 – Tanssi vielä hetki
- 2011 – En tahdo sua karkoittaa
- 2015 – Siivet minussa